# The Rainmaker (filme de 1956)
The Rainmaker (br: Lágrimas do Céu) é um filme estadunidense de 1956, dos gêneros comédia e romance, dirigido por Joseph Anthony, com trilha sonora de Alex North e roteiro de N. Richard Nash, que o baseou em sua peça do mesmo nome.

## Sinopse
A história mostrada no filme se passa num dia quente de verão durante a Grande Depressão americana, fundamental na vida da solteirona Lizzie Curry. Lizzie mora na casa de seu pai com os dois irmãos em uma fazenda de gado do Texas. A fazenda deteriora sob a seca devastadora, mas as preocupações da família são mais sobre as perspectivas de casamento de Lizzie do que o gado morrer com a estiagem. A chegada de um homem encantador chamado Starbuck, que promete trazer chuva em troca de 100 dólares, desencadeia uma série de eventos que permitem Lizzie se ver sob uma nova luz.

## Elenco
- Burt Lancaster    ...  Bill Starbuck, ou Bill Smith, Bill Harley e Tornado Johnson
- Katharine Hepburn ...  Lizzie Curry
- Wendell Corey     ...  J.S. File, ajudante de xerife de Three Point, Texas
- Lloyd Bridges     ...  Noah Curry
- Earl Holliman     ...  Jim Curry

## Principais prêmios e indicações
Oscar 1956 (EUA)
- Indicado aos prêmios de Melhor Atriz e Melhor Música.

Globo de Ouro
- Earl Holliman venceu como melhor ator coadjuvante